# ロマーゾ
ロマーゾ（イタリア語: Lomaso）は、イタリア共和国トレンティーノ＝アルト・アディジェ州トレント県にある分離集落（フラツィオーネ）。
かつては独立した自治体（コムーネ）であったが、2010年1月1日に西隣のブレッジョ・インフェリオーレと合併し、新自治体コマーノ・テルメの一部となった。新自治体の名は、旧ロマーゾ村域の温泉地コマーノに因む。

## 地理

### 位置・広がり
コマーノ・テルメの東部にあたる。独立したコムーネの時期には 41.52km2 の面積があった。中心地区カンポ・ロマーゾ（Campo Lomaso）の標高は492m、コムーネの最低地点は302m、最高地点は1631mであった。

#### 旧隣接コムーネ
ロマーゾがコムーネであった当時の隣接コムーネは以下の通り。
- ステーニコ - 北
- ドルシーノ - 北東
- サン・ロレンツォ・イン・バナーレ - 北東
- カラヴィーノ - 東
- ドロ - 南東
- アルコ - 南
- テンノ - 南西
- フィアヴェ - 南西
- ブレッジョ・インフェリオーレ - 西 *

## 行政

### 分離集落
ロマーゾには、以下の分離集落（フラツィオーネ）があった。
- Campo Lomaso, Comano, Dasindo, Godenzo, Lundo, Poia, Ponte Arche, Vigo Lomaso

## 社会

### 人口

#### 人口推移
2009年末時点のコムーネ人口は1658人であった。